# 交響曲第8番 (ミャスコフスキー)
交響曲第8番イ長調作品26は、ニコライ・ミャスコフスキーが作曲した8作目の交響曲である。

## 概要
1924年の8月18日までにスケッチが書き上げられ、1925年にかけて作曲が行われた。初演は1926年5月23日に、交響曲第4番と交響曲第7番の初演も担当したコンスタンチン・サラジェフにより行われ、音楽学者セルゲイ・セルゲイエヴィチ・ポポフ（Sergei Sergeyevich Popov、1887年-1937年）に献呈された。
ミャスコフスキーが現代音楽協会の会員となってから最初に書かれた交響曲であり、また交響曲第5番に次ぐ、彼の2作目の長調による交響曲である。スチェパン・ラージンの生涯を題材に採っており、ミャスコフスキーは当初、ラージンを歌った民謡の旋律を扱って作曲を行っているつもりだったが、後にその民謡が違う内容を歌っていたことが判明したために大規模な書き直しが必要となり、完成が遅れたと伝えられている。この作品ではそれまでの交響曲よりも鮮烈な語法が用いられており、抒情的なパッセージにおいても非常に現代的な響きを持っている。管弦楽法にも冴えが見られ、ミャスコフスキーは「この交響曲で私は、オーケストラをまさに生きている、人格を持ったものとして扱い、（スクリャービンと同じように！）『隠れた努力に光を当てる』ことを懸命に目指しました」とセルゲイ・プロコフィエフに書き送っている。
帝政ロシアへの反乱を描くことは1920年代の流行であり、セルゲイ・ティリオディン（Sergei Triodin）は同じくスチェパン・ラージンを扱ったオペラを作曲し、コンスタンチン・トレニョフ（Konstantin Trenjow）やアンドレイ・パシュチェンコは作品の中でプガチョフの乱を題材としていた。
当時のモスクワで作品は大きな人気を博し、特にモスクワ音楽院での生徒たちの間ではミャスコフスキーへの熱狂的な支持が広がっていた。それはミャスコフスキーの教師としての能力と交響曲群の成功によるもので、彼らの存在によってミャスコフスキーは作品のさらなる演奏機会への支持を保証されることになった。後に海外でも取り上げられるようになり、フレデリック・ストックがアメリカで演奏している。

## 楽器編成
フルート2、ピッコロ、オーボエ2、コーラングレ、クラリネット2、バスクラリネット、ファゴット、コントラファゴット、ホルン6、トランペット3、トロンボーン3、チューバ、打楽器、ハープ、弦五部

## 楽曲構成
全4楽章からなり、演奏時間は約55分。これはミャスコフスキーの交響曲の中でも第6番に次ぐ規模である。
- 第1楽章 Andante - Allegro

ソナタ形式で書かれた楽章で、民謡風の主題が嬰ヘ短調とイ長調の間を移ろう。ミャスコフスキーはこの楽章について「叙事詩、物語、ステップ、自然」と表現しており、ラージンの物語から着想を得た自然描写が聴かれる。
- 第2楽章 Allegro risoluto e con spirito - Allegretto commodo e semplice

ニ長調 。7/4拍子で書かれたスケルツォで、三部形式をとる。ラージンがヴォルガ川に舟を浮かべた際、妻としたペルシアの姫を川に突き落としてしまったという言い伝えを描いている（「スチェパン・ラージン#歌と映画」参照）。主題は全て「水」に関連した旋律からなり、ニコライ・リムスキー＝コルサコフが編集した『100のロシア民謡』作品24と、ミャスコフスキーが学生時代に作曲した旋律から採られている。
- 第3楽章 Adagio

ロ短調。緩徐楽章にあたり、抒情的な雰囲気が楽章全体を満たしている。第2楽章と同じく三部形式をとるが、スケルツォにおける力強い、場所によっては混沌としたオーケストラの扱いではなく、簡潔な、独奏を重用した管弦楽法を用いている。主要主題はバシキール人の民謡から採られたもので、コーラングレの独奏で現れ、のちに変形されて東洋風の行進を思わせるようになる。この楽章においてミャスコフスキーは、リムスキー＝コルサコフの『シェヘラザード』 などを思わせる、オリエンタリズムの伝統的な扱いに接近している。
- 第4楽章 Allegro deciso

イ長調。ロンド形式で書かれ、「複数のヴォルガの歌」を用いてラージンの戦いと死を描いている。主部では兵士たちの英雄的行為がもっぱら表現され、ラージンの死はコーダにおいて増三和音を用いて描写される。ミャスコフスキーの卓越したオーケストレーションの能力が発揮され、自身も「特に輝かしい」ものと述べている。

## 録音
- ロベルト・スタンコフスキー指揮チェコスロヴァキア放送交響楽団、マルコ・ポーロ, 1991年
- エフゲニー・スヴェトラーノフ指揮ロシア国立交響楽団、ワーナー